# لاکهید تری‌استار
لاکهید تری‌استار یک هواپیمای سوختگیری هوایی و ترابری نظامی در حال خدمت در نیروی هوایی سلطنتی بریتانیا بود. همه آنها از هواپیمای غیرنظامی لاکهید ال-۱۰۱۱–۵۰۰ تری استار مخصوص استفاده در خطوط هوائی برای کاربرد جدید تبدیل شده بودند. کاربران اولیه این هواپیماها بریتیش ایرویز و پان آمریکن بودند و در سال ۱۹۸۴ وارد خدمت نیروی هوایی سلطنتی بریتانیا شد. این هواپیماهای تبدیل شده وقتی پس از جنگ فالکلند خریداری شدند، که نیاز به تجدید عملیات سوختگیری هوائی محسوس بود و این هواپیماها برای این منظور شناسائی شدند. از ۹ فروند در خدمت، ۲ عدد تانکر (K1) با بخشی برای مسافر و همچنین فضای محدودی برای بارگیری از عرشه اصلی بود، سه فروند صرفاً جهت ترابری بود و چهار فروند باقی‌مانده می‌توانست هر دو نقش را ایفا کند. تری استارها ناوگان تانکرهای سوختگیری هوائی را برای نیروی هوائی سلطنتی تشکیل دادند تا اینکه بوسیله ایرباسA330MRTT تحت برنامه هواپیمای تانکر استراتژیک آینده جایگزین شدند. ناوگان تری استارها تحت اسکادران شماره ۲۱۶ از نیروی هوایی سلطنتی بریتانیا در بریز نورتونآکسفورد شایر عملیات انجام می‌دادند. اسکادران ۲۱۶ رسماً در ۲۰ مارس ۲۰۱۴ منحل شد و آخرین پرواز تری استار در این تاریخ صورت گرفت .

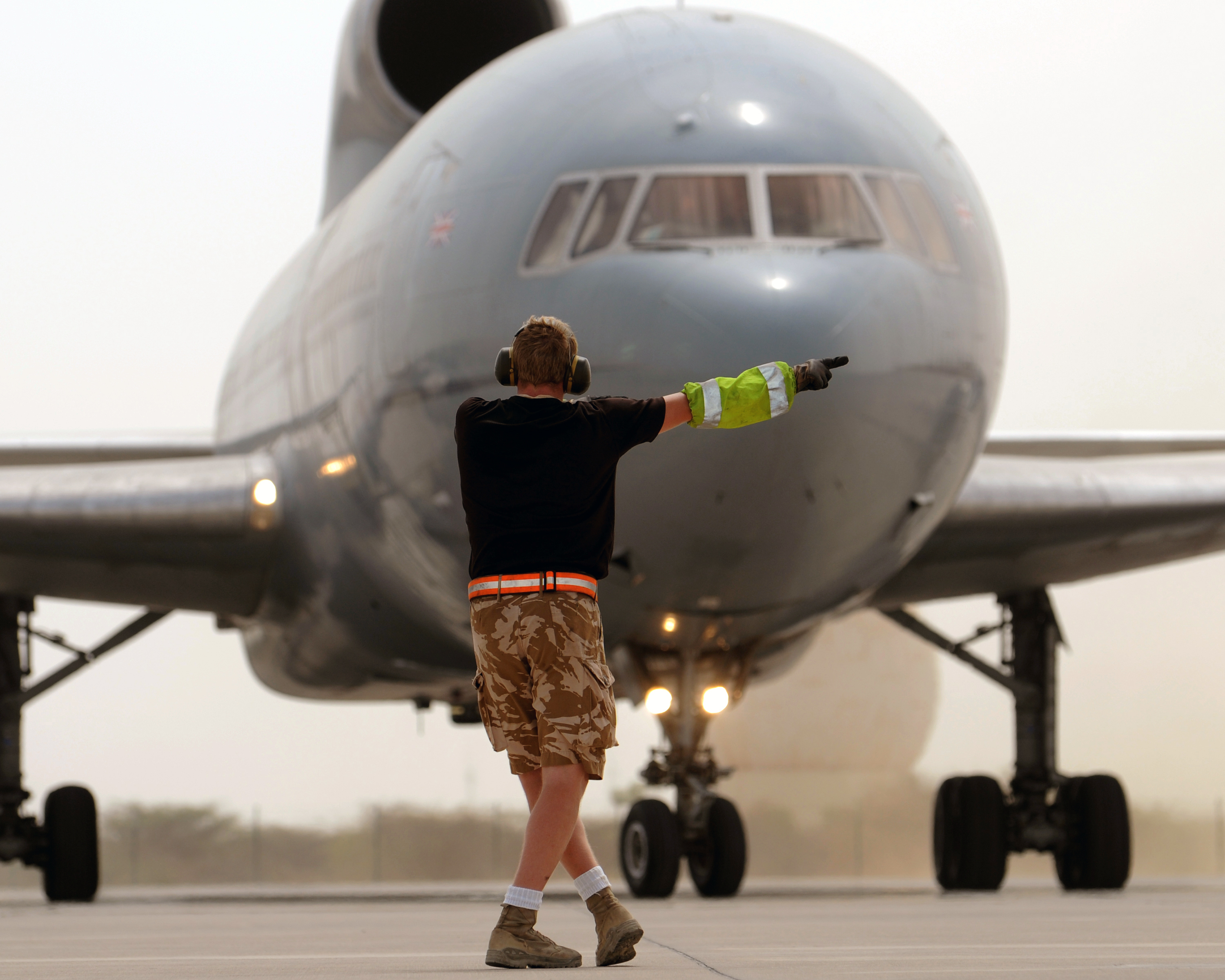
راهنمائی توسط خدمه زمینی
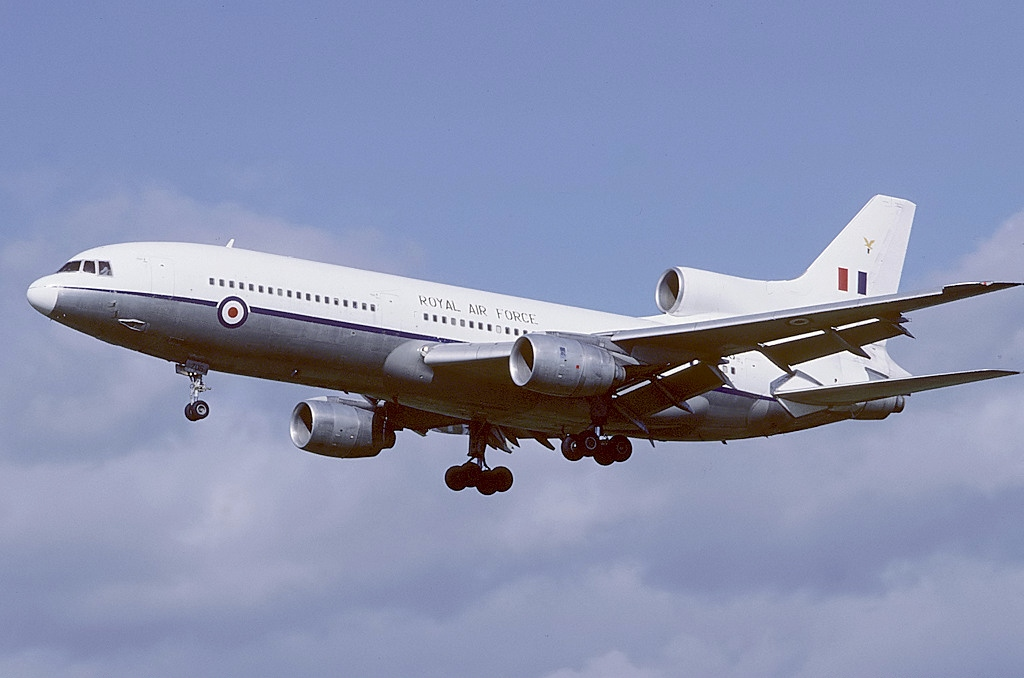
لاکهید ۱۰۱۱ تری استار
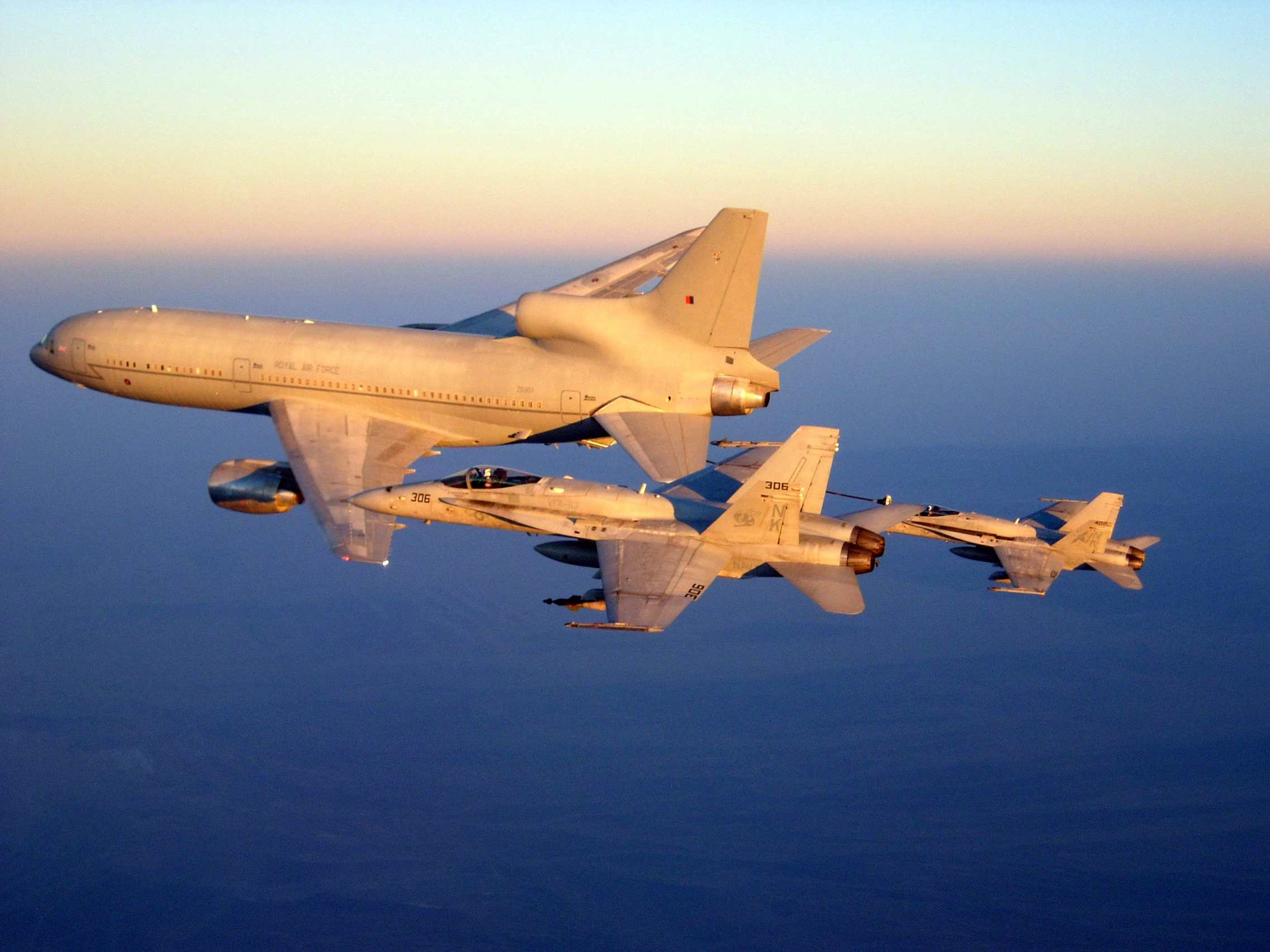
سوخت‌گیری هوائی